# 布里地区瓦朗斯
布里地区瓦朗斯（法語：Valence-en-Brie，法語發音：[valɑ̃s ɑ̃ bʁi] ⓘ），或纯音译作瓦朗斯昂布里，是法国法蘭西島大區塞纳-马恩省的一个市镇，属于默伦区。 

## 地理
布里地区瓦朗斯（48°26'40"N, 2°53'25"E）面积11.03 平方千米，位于法国法蘭西島大區塞纳-马恩省，该省份为法国北部内陆省份，北起瓦兹省，西接埃松省、马恩河谷省、塞纳-圣但尼省和瓦兹河谷省，南至卢瓦雷省，东南接约讷省，东临马恩省和奥布省，东北接埃纳省。
与布里地区瓦朗斯接壤的市镇（或旧市镇、城区）包括：埃舒布兰、莱塞克雷讷、福尔日、拉格朗德帕鲁瓦斯、马绍、庞富、塞纳河畔韦尔努拉塞勒。
布里地区瓦朗斯的时区为UTC+01:00、UTC+02:00（夏令时）。

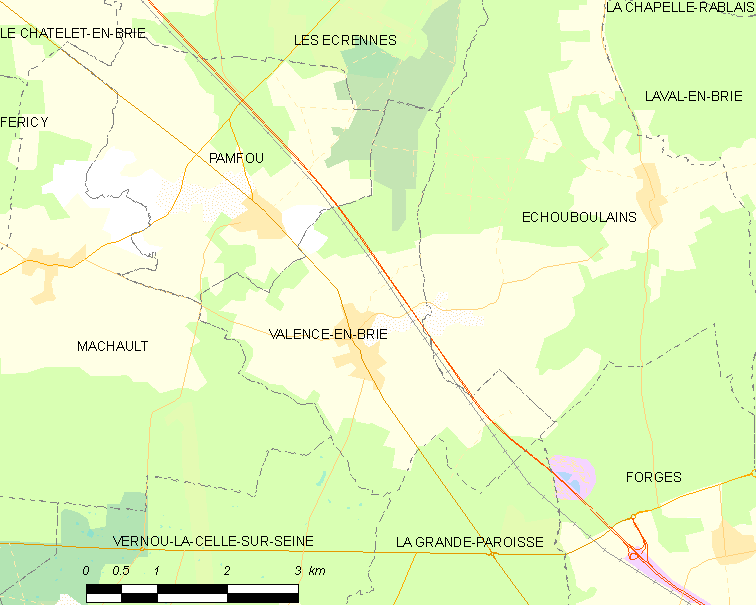
布里地区瓦朗斯的OSM定位图

## 行政
布里地区瓦朗斯的邮政编码为77830，INSEE市镇编码为77480。

## 政治
布里地区瓦朗斯所属的省级选区为楠日县。

## 人口

1962-2008年间布里地区瓦朗斯人口变化图示

布里地区瓦朗斯于2022年1月1日时的人口数量为1023人。